# Largirostrornis
Largirostrornis is een geslacht van uitgestorven vogels uit het Vroeg-Krijt van het huidige China, behorend tot de Enantiornithes. De enige benoemde soort is Largirostrornis sexdentoris.
Hou Lianhai vond bij het dorp Boluochi, in de prefectuur Chaoyang, in Liaoning, het skelet van een kleine vogel. In 1997 benoemde en beschreef hij dat als de typesoort Largirostrornis sexdentoris. De geslachtsnaam is een combinatie van het Latijnse largis, 'groot' en rostrum, 'snuit' en het Oudgriekse ὄρνις, ornis, 'vogel', een verwijzing naar de brede snuit. De soortaanduiding is afgeleid van het Latijnse sex, 'zes' en dens, 'tand', een verwijzing naar het aantal van zes tanden in de onderkaak.
Het holotype IVPP V10531 is gevonden in een laag van de Jiufotangformatie die dateert uit het Aptien-Albien. Het bestaat uit een gedeeltelijk skelet met schedel, samengedrukt op een plaat. De botten liggen niet in verband maar wel ruwweg op hun positie.
De lichaamslengte van Cuspirostrisornis is zestien centimeter. De schedellengte is tweeëndertig millimeter.
Hou gaf allerlei onderscheidende kenmerken aan. Latere onderzoekers hebben die echter meestal niet kunnen bevestigen. Zhou Zhonghe stelde in 2008 en 2010 dat Cusprostrisornis slechts een jonger synoniem was van Cathayornis yandica, uit dezelfde vindplaats. Het zou slechts gaan om een wat groter exemplaar; Hou beklemtoonde al dat de romplengte in 1997 Largirostrornis tot langste enantiornithe maakte.
Hou plaatste Largirostrornis in 1997 in de Cuspirostrisornithidae. Als het een jonger synoniem is, klopt de plaatsing ook niet.